# São Pedro do Paraná
São Pedro do Paraná este un oraș în Paraná (PR), Brazilia.